# Barleria calophylloides
Barleria calophylloides är en akantusväxtart. Barleria calophylloides ingår i släktet Barleria och familjen akantusväxter.

## Underarter
Arten delas in i följande underarter:
- B. c. calophylloides
- B. c. pilosa